# TVP1
TVP1, полное название Program Pierwszy Telewizji Polskiej (с пол. — «Первая Программа Польского Телевидения») или Jedynka (с пол. — «Единичка»), до 23 марта 1992 года TP1, до 2 октября 1970 года TP — польский общественный информационно-развлекательный телеканал, входит в TVP.
Впервые запущен 25 октября 1952 года в рамках экспериментального вещания в Варшавской студии экспериментального телевидения и начавший регулярное вещание 23 января 1953 года. Телеканал известен тем, что с 1992 по 2012 год в канун Рождества демонстрировал уникальный благотворительный блок рекламы, который называли «Реклама детям» (пол. Reklama Dzieciom). Он показывался регулярно перед выпуском новостей «Wiadomości». В настоящее время этот блок показывается после выпуска новостей непосредственно в день Рождества.

## Краткая история
Первая программа Польского телевидения отсчитывает свою историю от 25 октября 1952. В 1958 году появился первый выпуск новостей под названием «Телевизионный журнал» (пол. Dziennik Telewizyjny), который в 1989 году был сменён программой «Новости» (пол. Wiadomości). Ещё одним серьёзным событием в истории стала трансляция постановок Театра телевидения и художественных фильмов с ноября 1953 года. В 1960-е годы основу канала составляли культурно-познавательные программы, тогда же появляется первая польская телевикторина «Большая игра» (пол. Wielka gra). В течение довольно продолжительного промежутка времени Первая и Вторая программы Польского телевидения были на одном уровне по производству развлекательных программ, однако со временем TVP2 забрал себе это право (немногим исключением является польская версия игры. Ныне основу сетки телеканала составляют телесериалы польского и зарубежного производства, а также различные документальные и художественные фильмы.
С 31 мая 2012 года работает HD-версия телеканала TVP1 HD в дополнение к SD вещанию. Тестовое вещание началось в январе 2011 года, позже официальная трансляция началась с началом Евро 2012.